# Rabot-Gletscher (James-Ross-Insel)
Der Rabot-Gletscher ist ein kurzer Gletscher auf der westantarktischen James-Ross-Insel. Er fließt in südlicher Richtung zur Admiralitätsstraße, die er zwischen dem Roundel Point im Osten und dem Tortoise Hill im Westen erreicht.
Die Benennung geht auf Jean-Baptiste Charcot im Zuge der Vierten Französischen Antarktisexpedition (1903–1905)  zurück. Namensgeber ist der französische Geograph Charles Rabot (1856–1944).